# 金属蒸気レーザー
金属蒸気レーザー（アメリカ英語: Metal-vapor laser、イギリス英語: Metal-vapour laser、略称MVL）とは、レーザー媒質に気体状態の金属を用いる形式のレーザーをいう。

## 概要
レーザー媒質が気体状態のアルカリ金属等の金属で放電やマイクロ波や他の光源によって励起された金属原子の外殻の電子が基底状態に下がる時にエネルギー準位差に応じた波長の光を誘導放出する。ルビジウムの蒸気を半導体レーザーで励起する例もある。高出力化も期待される。

## 特徴
単色性・指向性に優れ、放電により励起することでレーザー発振させることが多い。
ヘリウムネオンレーザーのような気体レーザーはレーザ遷移が基底状態よりもはるかに高い準位から生じるため、励起エネルギーのごく一部だけしかレーザ遷移にならず、効率が低いが、アルカリ金属をレーザー媒体として使用する場合にはその単一価電子の一対の低いエネルギー準位のため、少ないエネルギーでも誘導放出を生じさせることができる。

## 文献
- 黄振国, et al. "銅蒸気レーザーの製作." レーザー研究 9.2 (1981): 175-181.
- 藤井寛一. "負グロー型金属蒸気レーザー." レーザー研究 9.2 (1981): 125-136.
- 大田建久, 佐々木和可緒. "金属蒸気レーザーの発振スペクトル." レーザー研究 10.1 (1982): 13-25.
- 斎藤弘, 谷口宏. "複合金属塩蒸気の発生と金属蒸気レーザーの低温度動作化." レーザー研究 14.8 (1986): 677-685.
- 藤田尚徳. "銅蒸気 (金属蒸気) レーザー." レーザー研究 21.1 (1993): 30-32.
- Ehrenreich, T., et al. "Diode pumped caesium laser." Electron. Lett. 41.7 (2005): 415-416.
- Gourevitch, A., et al. "Efficient pumping of Rb vapor by high-power volume Bragg diode laser." Optics letters 32.17 (2007): 2611-2613.
- Zhdanov, Boris, and R. J. Knize. "Diode-pumped 10 W continuous wave cesium laser." Optics letters 32.15 (2007): 2167-2169.
- Zhdanov, Boris V., et al. "Rubidium vapor laser pumped by two laser diode arrays." Optics letters 33.5 (2008): 414-415.